# Atlantoraja
Atlantoraja ist eine Gattung der Weichnasenrochen (Arhynchobatidae), die an der Atlantikküste des südlichen Brasiliens, Uruguays und Argentiniens vorkommt.

## Merkmale
Atlantoraja sind mittelgroße Rochen mit einer rhombenförmigen Kopf-Rumpf-Scheibe und einer bräunlichen Färbung auf der Oberseite. Sie erreichen eine Gesamtlänge von 80 bis 132 Zentimeter. Die Länge des Schwanzes beträgt 40,9 bis 43,7 % der Gesamtlänge, die Breite der Kopf-Rumpf-Scheibe liegt bei 68,7 bis 82,5 % der Gesamtlänge. Von der nah verwandten Gattung Rioraja unterscheidet sich Atlantoraja unter anderem durch die dunkle Bauchseite (hell bei Rioraja), den nicht vorhandenen dunklen Fleck auf der Unterseite des Mauls (vorhanden bei Rioraja), die Schwanzflosse (fehlend bei Rioraja), den runden Rand der vorderen Nasenfalte (gerade bei Atlantoraja) und den ein bis drei Dornen zwischen den zwei Rückenflossen (einer bei Rioraja). Das Maul ist bei Atlantoraja etwas breiter als bei Rioraja.

## Lebensraum
Die drei Atlantoraja-Arten leben in Tiefen von 5 bis 320 Metern an den Küsten des südlichen Brasiliens, Uruguays und Argentiniens. Sie sind ovipar.

## Systematik
Atlantoraja wurde 1972 durch den argentinischen Ichthyologen Roberto Carlos Menni als Untergattung von Raja eingeführt. Heute wird die Gattung als eigenständig angesehen. Zusammen mit Rioraja agassizii, der im gleichen Verbreitungsgebiet vorkommt, bildet Atlantoraja die Tribus Riorajini innerhalb der Familie der Weichnasenrochen (Arhynchobatidae).

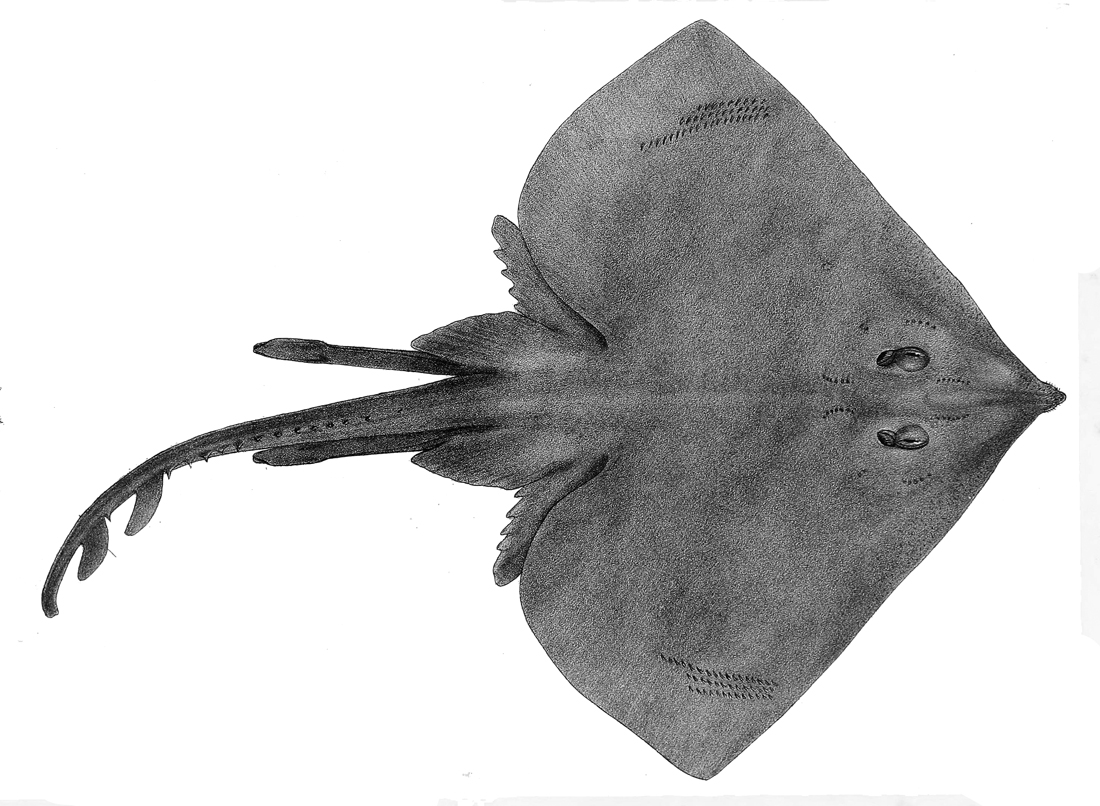
Atlantoraja platana

## Arten
Es gibt drei Arten:
- Atlantoraja castelnaui (Miranda-Ribeiro, 1907)
- Atlantoraja cyclophora (Regan, 1903)
- Atlantoraja platana (Günther, 1880)